# Hemictenius medvedevi
Hemictenius medvedevi är en skalbaggsart som beskrevs av Nikolajev 1976. Hemictenius medvedevi ingår i släktet Hemictenius och familjen Melolonthidae. Inga underarter finns listade i Catalogue of Life.